# Operación Deny Flight
La Operación Vuelo Denegado (en inglés: Operation Deny Flight) fue una campaña organizada por la OTAN dirigida a asegurar el bloqueo aéreo decretado por la ONU sobre el cielo de Bosnia-Herzegovina durante abril de 1993. Posteriormente, la operación se amplió a tareas de apoyo aéreo para las tropas del UNPROFOR en Bosnia, adquiriendo la capacidad de ejecutar ataques aéreos coercitivos contra objetivos en ese territorio. Doce países miembros de la OTAN participaron en la operación, realizando alrededor de 100.420 salidas para el 20 de diciembre de 1995.
El 28 de febrero de 1994, con la operación en marcha, se produjo un enfrentamiento que fue el primer combate aéreo para las fuerzas de la OTAN desde su creación, y en abril de 1994 se llevó a cabo la primera misión de bombardeo de la organización, cerca de Goražde (Bosnia). Estos incidentes tuvieron una extraordinaria relevancia para la OTAN posterior a la época de la guerra fría, y asentaron un precedente para futuras misiones de la coalición. Sin embargo, las misiones de Deny Flight no lograron acabar con la guerra, que duró otros dos años, y también supusieron el origen de numerosas fricciones políticas, como las surgidas entre la ONU y la propia coalición a raíz de incidentes con las tropas de pacificación de la ONU. A pesar de estos reveses, Deny Flight desempeñó un papel muy importante durante la guerra de Bosnia y su objetivo de impedir ataques aéreos de las partes implicadas se consideró cumplido. Por otra parte, los ataques aéreos organizados como apéndice a la misión asentaron un precedente para la Operación Deliberate Force, una campaña de bombardeos masivos de la OTAN que influyó enormemente en el fin del conflicto.

## Trasfondo. La operaciónSky Monitor
En octubre de 1992, apenas iniciada la Guerra de los Balcanes, el Consejo de Seguridad de las Naciones Unidas aprobó la resolución 781, que prohibía los vuelos aéreos de índole militar en el espacio aéreo bosnio. Adoptada la resolución, la OTAN inició la Operación Sky Monitor, que registraba las violaciones del espacio aéreo restringido sin tomar medidas resolutivas contra los infractores. Hacia abril de 1993, la OTAN había registrado más de 500 violaciones del espacio teóricamente bloqueado. En respuesta a estas estrepitosas violaciones del espacio aéreo Bosnio, e implícitamente de la resolución de la ONU, el Consejo de Seguridad adoptó la nueva resolución 816.
Mientras la resolución 781 prohibía tan sólo los vuelos militares, la 816 cancelaba cualquier vuelo sobre territorio bosnio, exceptuando aquellos que recibiesen la autorización expresa del Centro de Coordinación Aérea de la ONU, en Zagreb. La nueva resolución también ordenaba «tomar todas las medidas necesarias (...) para asegurar el cumplimiento» de las restricciones aéreas. Como consecuencia de esta resolución, la OTAN inició la operación Deny Flight (en esp., "Denegar vuelo") el 12 de abril de 1993. Inicialmente, la operación fue concebida como una medida de contención sobre las partes en conflicto, aunque algunos miembros de la coalición -incluyendo a los EE. UU.- defendían la ampliación de la operación como una fuerza activa que acelerase el final de la guerra. Los Estados Unidos ya habían tomado unilateralmente medidas en el conflicto, arrojando suministros humanitarios por vía aérea sobre grupos civiles bosnios atrapados en los combates (Operación Provide Promise). Sin embargo, muchos oficiales estadounidenses deseaban adoptar medidas más contundentes, y veían en Deny Flight el soporte idóneo para promover su solución, que incluía una política de exclusión aérea resolutiva y bombardeos selectivos que terminasen con la guerra cuanto antes.

## Puesta en vigor de la zona de exclusión aérea

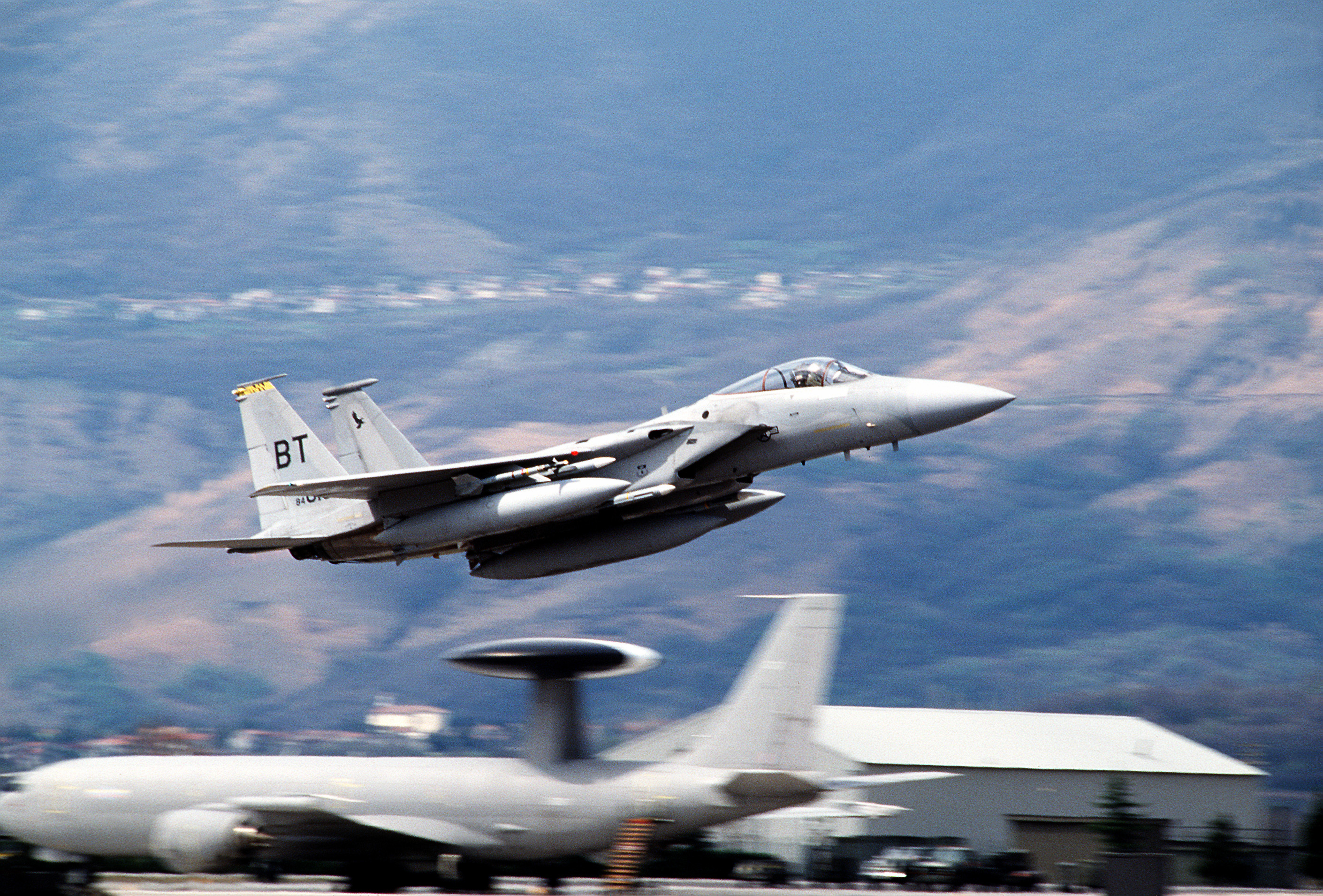
Un F-15C de las Fuerzas Aéreas de los EEUU despega en una salida de vigilancia del área restringida.

Tras su adopción, la operación Deny Flight fue relativamente un éxito en cuanto a prevenir el tráfico de aeronaves de ala fija por el espacio aéreo bosnio. Durante el periodo de sondeo de la operación Sky Monitor, el número de vuelos de ala fija sin autorización rondaba la veintena diaria. Durante Deny Flight, esta cifra se rebajó a tres.
Durante el conflicto, había aproximadamente 32 aeronaves militares de ala fija en el territorio bosnio, propiedad del antiguo Ejército Yugoslavo Nacional que habían quedado en poder de los serbios. Por ello la función de la OTAN fue básicamente impedir incursiones croatas y serbias en el espacio aéreo bosnio.
La primera violación seria de la resolución 816 sucedió el 28 de febrero de 1994, cuando seis reactores J-21 Jastreb serbios bombardearon una fábrica bosnia. Los F-16 estadounidense derribaron a cuatro de los seis jets sobre la pequeña ciudad de Banja Luka, en lo que dio en llamarse el Incidente de Banja Luka. Este combate fue el primero desde que se inició Deny Flight, y el único aéreo en todo el conflicto. Hay que señalar que el de Banja Luka fue además el primer combate trabado por fuerzas de la OTAN desde su creación.
Aunque Deny Flight demostró ser una herramienta eficaz para impedir el tráfico militar de aeronaves de ala fija, las fuerzas de la OTAN encontraban muy complicado detener los vuelos de helicópteros, usados por todas las partes del conflicto en tareas muy heterogéneas. La política de la operación sólo permitía a los pilotos de caza de la OTAN el abatir a los helicópteros que fuesen interceptados en un acto de combate. Como quiera que los cazas de la coalición se limitaban a ordenar el "aterrizaje o salida" del área restringida, típicamente los helicópteros que operaban en Bosnia se limitaban a aterrizar y esperar a que los aviones de la coalición se alejasen antes de proseguir su vuelo. Al parecer, ninguna de las partes implicadas en el conflicto llegó a acatar la prohibición de vuelo en lo relativo a los helicópteros. Esta infracción fue explícitamente asumida por Ratko Mladić quien, cuestionado por un periodista de la BBC sobre la violación sistemática del bloqueo aéreo, contestó: «El comandante de las Fuerzas Armadas Serbias no va montado en un burro». 
La identificación engañosa de los vehículos complicó aún más las cosas para los pilotos de la OTAN. Algunos de los combatientes pintaban sus helicópteros con los identificativos de aeronaves autorizadas para sobrevolar el espacio aéreo restringido. Así, la Republika Srpska solía "disfrazar" sus helicópteros como los de la Cruz Roja, y los croatas imitaron los registros de los helicópteros de ayuda humanitaria de las Naciones Unidas. La dificultad en reconocer e identificar las aeronaves se vio aún más comprometida después del Incidente Black Hawk en Irak, puesto que los pilotos de caza de la OTAN se mostraban muy reacios a enfrentarse a amenazas potenciales sin una identificación positiva y confirmada. De este modo la conjunción entre las propias políticas de la OTAN, la confusión creada por los propios combatientes y las circunstancias del conflicto impidieron que Deny Flight resultase una medida de bloqueo eficaz contra los helicópteros: Durante el conflicto, se registraron un total de 5711 vuelos sin autorización.

## Apoyo aéreo. Misión de ataque
Incluso antes del inicio de la operación, un buen número de oficiales estadounidenses abogaban por una mayor presencia de la fuerza aérea de la OTAN en Bosnia. De hecho, durante la misma campaña electoral de 1992, que llevó a Bill Clinton a la presidencia de los EE. UU., el entonces candidato prometió una campaña de "lift & strike", que se expresaría en bombardeos sobre los serbios. Iniciada Deny Flight, este grupo de oficiales, apoyados por el ahora presidente, presionaron para ampliar las atribuciones y capacidades de la misión. Después de que Serbia rechazase el Plan Vance-Owens, el 6 de mayo de 1993, el presidente Clinton y su camarilla de oficiales intensificaron su campaña a favor de bombardeos a gran escala que forzarían a los serbios a aceptar sus condiciones. Finalmente, estos bombardeos "a gran escala" fueron desechados.
En junio, y en parte como respuesta a la presión que ejercían los EE. UU., el Consejo de Seguridad de las Naciones Unidas aprobó una nueva resolución, la 836, que aprobaba las misiones de apoyo aéreo para las fuerzas del UNPROFOR que así lo solicitasen. El procedimiento para solicitar este apoyo era lógicamente enrevesado, pues dependía de la aprobación de los "dos mandos" implicados en las operaciones de Bosnia: la OTAN y la ONU. La ONU requería comunicación con sus oficinas centrales en Nueva York, haciendo la coordinación casi imposible debido a la diferencia horaria. Estos trámites se agilizaron posteriormente, cuando el entonces secretario general de la organización, Boutros Boutros-Ghali delegó esas atribuciones en su representante en Bosnia, Yasushi Akashi. De cualquier modo, el "doble visto bueno" seguía siendo un impedimento notable para la realización de misiones aéreas de apoyo, puesto que cualquier solicitud debía pasar en primer lugar por el Centro de Operaciones Aéreas de las Naciones Unidas, en Kiseljak y atravesar toda la cadena de mando del UNPROFOR antes de llegar a Akashi. Tras la aprobación de Akashi, debía tramitarse una solicitud a los comandantes de la OTAN, quienes ordenarían el ataque, de nuevo a través de toda la cadena de mando -esta vez hacia abajo-, antes de que la orden fuese recibida y ejecutada.
Debido a lo engorroso del procedimiento, la OTAN no cumplió demasiadas misiones de apoyo aéreo durante meses. De cualquier modo, la OTAN pronto empezó a planear una nueva estrategia: ataques aéreos de coerción. Los primeros ataques aéreos fueron preparados dentro del marco de Deny Flight en el contexto del asedio de Sarajevo. Tras algún movimiento diplomático, el plan fue cancelado, pero ya se había establecido el precedente para el uso de una fuerza aérea activa. Así, en febrero de 1994, tras el bombardeo del mercado de Sarajevo, la OTAN ordenó a las fuerzas serbias la retirada de todo armamento pesado de un área de exclusión si no querían ser bombardeados. Los serbios acataron la orden, de modo que los bombardeos se vieron pospuestos una vez más.

### Ataque sobre Goražde
En abril de 1994, los serbios lanzaron un ataque sobre el área de Goražde, declarada "zona segura" por las Naciones Unidas. En un primer momento William Perry, Secretario de Defensa de los Estados Unidos, declaró que su país «no entraría en la guerra» para impedir a los serbios tomar Goražde, y otros oficiales de alto rango también descartaron que fuesen a tomarse medidas resolutivas. Sin embargo, varios días después del ataque un grupo de soldados de la UNPROFOR resultaron heridos por fuego serbio, y uno de ellos murió. El general Michael Rose, Comandante del UNPROFOR, solicitó el inicio de ataques aéreos bajo las condiciones dispuestas por la UNSCR 836.
El 10 de abril, y como respuesta a estos ataques, dos F-16 de la USAF arrojaron bombas sobre objetivos serbios, incluyendo un tanque y un puesto de mando. Al día siguiente, dos F/A-18C del Cuerpo Aéreo de los Marines atacaron con fuego de ametralladora a otros objetivos en el área. Ese mismo día el General Ratko Mladić, comandante en jefe del ejército serbiobosnio, contactó con el general Rose amenazando con contestar a los ataques: «Un ataque más y empezaré a derribar aviones - no puedo garantizar la seguridad del UNPROFOR y atacaré al UNPROFOR y a su centro de mando». Haciendo efectivas sus amenazas, desde el 12 al 14 de abril, Mladić ordenó a sus tropas rodear a 150 unidades del UNPROFOR, y tomarlos como rehenes. Entonces telefoneó de nuevo a Rose, anunciándole que «si la OTAN no interrumpe sus acciones, ni un soldado de ONU saldrá con vida». Algunos de los rehenes del UNPROFOR eran miembros de instituciones de la OTAN (principalmente inglesas y francesas) que reclamaron la inmediata interrupción de los ataques aéreos, temiendo por la seguridad de su personal. Respondiendo a las presiones de británicos y franceses, la OTAN retiró sus fuerzas, pero a partir del 15 de abril -y en respuesta a los crecientes ataques serbios- los cazas de la coalición volvieron a recibir misiones de ataque.
Tal como Mladić había anunciado, el ejército serbio alrededor de Goražde intentó derribar las aeronaves de la OTAN. El 15 de abril de 1994, un reactor Dassault Étendard IV francés fue alcanzado por fuego de tierra mientras realizaba una misión de reconocimiento. El caza dañado pudo volver sin problemas al portaaviones Clemenceau (R 98). Al día siguiente, un Sea Harrier británico recibió una misión de ataque contra un tanque serbio. Tras efectuar varias pasadas sin éxito, el Sea Harrier fue identificado por un misil aire-tierra serbio que lo derribó. El piloto pudo saltar a tiempo y fue rescatado, pero el avión fue destruido.
Después del derribo del Harrier, la OTAN canceló cualquier operación de ataque aéreo sobre Goražde, y el 17 de abril Mladić liberó a la mayoría de rehenes que había capturado. Durante los días siguientes, los serbios acordaron y quebraron sucesivos acuerdos de alto el fuego en el área de la ciudad. En un último intento por asegurar la ciudad y forzar fidelidad a las treguas pactadas, la OTAN y la ONU dieron un ultimátum a los serbios: Si los ataques no se detenían y sus fuerzas no se retiraban, la coalición ordenaría nuevas misiones de bombardeo a partir del 22 de abril. Los serbios admitieron la orden, solicitando por su parte la retirada del armamento pesado en un área de 20 km, y de todas las demás fuerzas en un margen de 3 km. Con estas condiciones se produjo la retirada serbia, y concluían las misiones aliadas en los alrededores de Goražde.

### Sarajevo
En febrero de 1994 -cuando los ataques aéreos se veían en peligro- la OTAN creó una zona de exclusión de armamento pesado en los alrededores de Sarajevo, retirando armamento de multitud de lugares. El 5 de agosto, el ejército serbobosnio capturó varias de estas instalaciones, como el arsenal de Illidža en un claro acto de violación de los acuerdos de zonas de exclusión. Durante la captura, además, las fuerzas serbias hirieron a un soldado ucraniano del UNPROFOR. En respuesta a este ataque, la ONU volvió a solicitar el apoyo aéreo de la OTAN: Dos A-10 estadounidenses atacaron objetivos serbios, hasta forzar la devolución del armamento a sus depositarios en virtud de los acuerdos de exclusión.
El 22 de septiembre, la UNPROFOR volvió a solicitar el apoyo aéreo de la OTAN sobre Sarajevo después de que fuerzas serbias atacaran un APC francés. Durante el ataque de represalia, dos SEPECAT Jaguar británicos destruyeron un tanque serbio.

### Ataque en Bihać, bombardeo de Ubdina y toma de rehenes
Entre octubre y noviembre de 1994, la Federación de Croatas Musulmanes organizó una gran ofensiva sobre la ciudad de Bihać, en el extremo noroccidental del país. Los serbios replicaron con un intenso contraataque, reforzado con ataques aéreos desde la base de Ubdina, en el área croata controlada por los serbios. Durante el ataque serbio se utilizaron napalm y bombas de racimo. Aunque debido a la antigüedad del material no causó los efectos esperados, el ataque era una violación de la zona de exclusión aérea definida, y un desafío a la autoridad de la OTAN. La OTAN veía limitada su capacidad de reacción, puesto que sus fuerzas no estaban autorizadas a operar en espacio aéreo croata, y dada la proximidad con la frontera los serbios podían atacar el territorio bosnio y volver a su propio espacio aéreo antes de poder ser interceptados. Así las cosas, la OTAN se probó incapaz de detener los bombardeos.
Alertado de la situación, el Consejo de Seguridad de la ONU aprobó la Resolución 958, por la que los aviones de la OTAN adquirían permiso para operar sobre cielo croata. El 21 de noviembre, fuerzas de la OTAN hicieron válida su autorización atacando el aeródromo de Ubdina. El ataque, en el que participaron 39 aviones, fue el mayor combate aéreo dirigido por la OTAN hasta el momento; aunque algunas voces críticas lo calificaron de "pellizco" que, fuera de inhabilitar temporalmente las pistas de despegue, tuvo pocas consecuencias para los serbios. En realidad, las fuerzas de la OTAN efectuaron un ataque muy selectivo, evitando causar daños a los aviones que se encontraban en la pista y limitándose a destruir las instalaciones y las defensas antiaéreas. Inmediatamente tras el ataque de Ubdina, la OTAN organizó una serie de ataques aéreos sobre el área. El 23 de noviembre, después de que un avión de reconocimiento fuese detectado por el radar de un sistema antiaéreo, los aviones de la coalición empezaron a atacar las lanzaderas de misiles tierra-aire de Otoka y Dvor con misiles antiradiación AGM-88 HARM. La reacción serbia fue capturar inmediatamente a 250 soldados UNPROFOR destinados en misión humanitaria, y para diciembre ya eran 500. Mientras los rehenes eran tratados bien en su mayoría, algunos eran obligados a actuar como escudos humanos. Se sabe de tres soldados que fueron obligados a tumbarse sobre una pista de aterrizaje de la base aérea de Banja Luka para impedir eventuales ataques aliados.
Tras los ataques de Otoka y Dvor, los serbobosnios continuaron atacando los aviones de la OTAN con misiles tierra-aire en su avance hacia el enclave de Bihać. El 24 de noviembre sus fuerzas lanzaron misiles guiados por radar a dos Panavia Tornado británicos. Al día siguiente, volvieron a disparar a dos F-16 de la OTAN. Como consecuencia de estos ataques y de la amenaza sobre los rehenes de la UNPROFOR, la OTAN suspendió sus operaciones aéreas sobre Bosnia el 2 de diciembre.
Poco después de la suspensión de los vuelos, el antiguo presidente de los Estados Unidos, Jimmy Carter, negoció personalmente un alto el fuego de cuatro meses en Bosnia. Aunque se dieron algunas esporádicas violaciones del acuerdo, la mayoría de las partes implicadas lo aceptaron. La OTAN volvió a patrullar los cielos bosnios, pero debido al abandono de las hostilidades se realizaron pocas misiones de envergadura durante los meses siguientes. La relajación de las tensiones resultante de las gestiones de Carter y el fin de las operaciones de la OTAN condujo a la liberación de la mayoría de rehenes del UNPROFOR durante las siguientes semanas.

## Continuación de la campaña aérea durante 1995

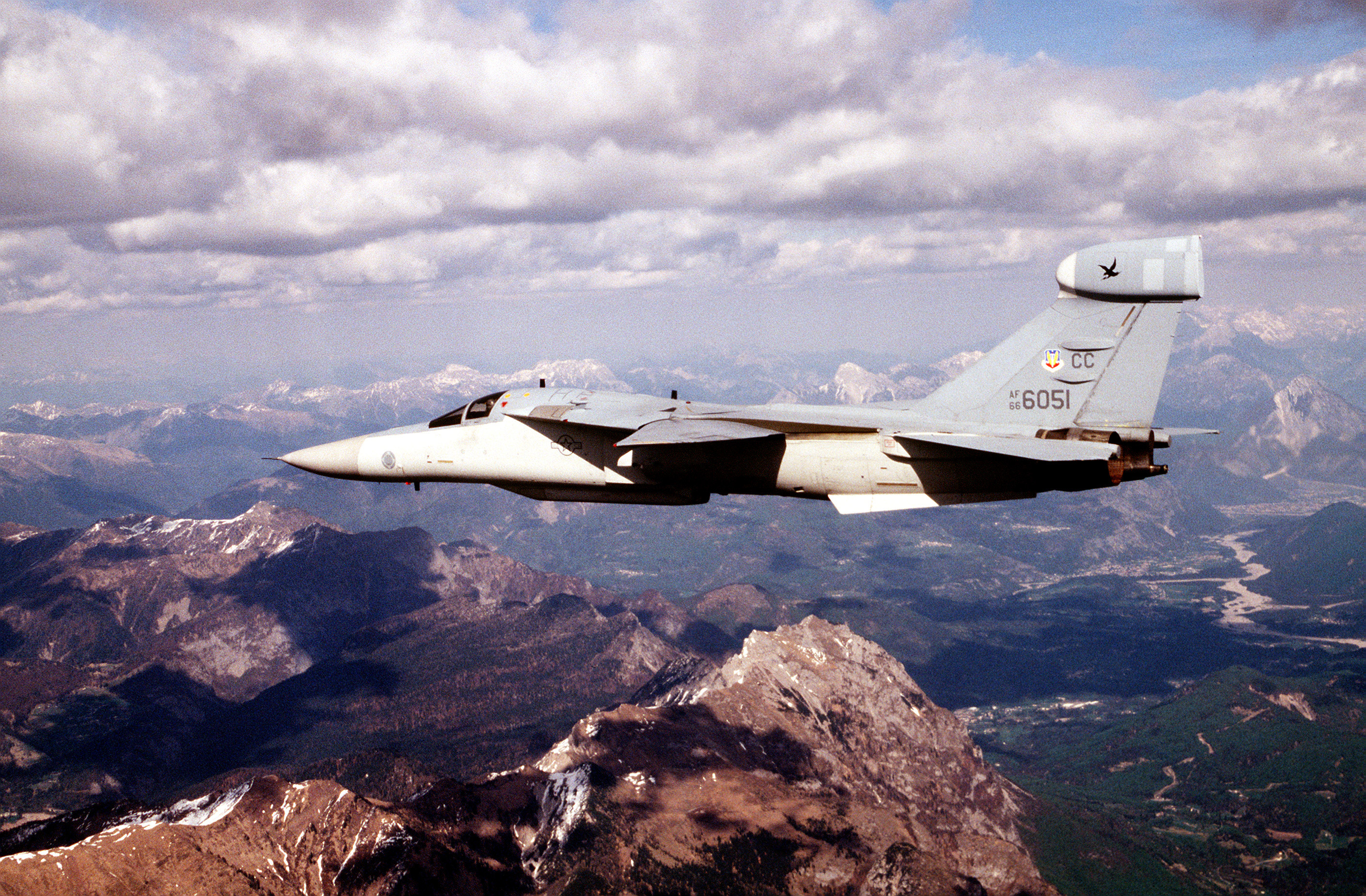
Un EF-111 sobrevuela los Alpes antes de incorporarse a Deny Flight, en mayo de 1995.

Aunque 1994 terminó "pacíficamente" gracias a la tregua de Carter, la OTAN continuó planeando futuras operaciones. Tanto la OTAN como los expertos de las Naciones Unidas sabían que en cuanto expirase el pacto -en marzo- todas las partes reanudarían las hostilidades. Por tanto, los responsables del CAOC (el Comité de Operaciones Combinadas Aéreas de los Balcanes) trazaron una nueva línea de estrategia militar aérea. A finales de diciembre, estos expertos desarrollaron un plan llamado Dead Eye diseñado para neutralizar las instalaciones antiaéreas serbias y recuperar la supremacía aérea imprescindible para sus operaciones. Durante los siguientes meses, Dead Eye fue creciendo hasta convertirse en la Operación Deliberate Force, que incluía misiones de bombardeo que serían ejecutadas durante agosto y septiembre de 1995.[cita requerida]

### El bombardeo de Pale y la "crisis de los rehenes"
Mientras la OTAN organizaba su estrategia, el alto el fuego expiró, reanudándose -tal como se había previsto- las hostilidades entre bosnios, serbios y croatas. Al ir extendiéndose el conflicto, los bosnios lanzaron una ofensiva a gran escala sobre el área de Sarajevo. Como represalia por los ataques bosnios, los serbios capturaron un arsenal vigilado por la ONU y comenzaron intensos bombardeos contra las posiciones enemigas. El comandante de las fuerzas de la ONU, el general Rupert Smith, solicitó ataques aéreos de la OTAN, que fueron efectivamente realizados el 25 y 26 de mayo de 1995 sobre un almacén de munición en Pale. Los serbios volvieron a capturar rehenes de la UNPROFOR -esta vez, 377 soldados- y los usaron como escudos humanos en una amplia variedad de posibles objetivos, obligando a la OTAN a detener los ataques.
Ante esta segunda crisis de rehenes, el general Smith y otros miembros del alto mando de la ONU decidieron tomar medidas. La ONU comenzó replegando sus tropas a posiciones más fáciles de defender, para dificultar su eventual captura por los serbios. Como medida resolutiva, el general Rose creó la UNRPF (Fuerza de Protección Rápida de las Naciones Unidas), una unidad fuertemente armada y con una política táctica más agresiva destinada a impedir la captura de rehenes y la ruptura de acuerdos de paz.[cita requerida]

### El derribo de Scott O'Grady

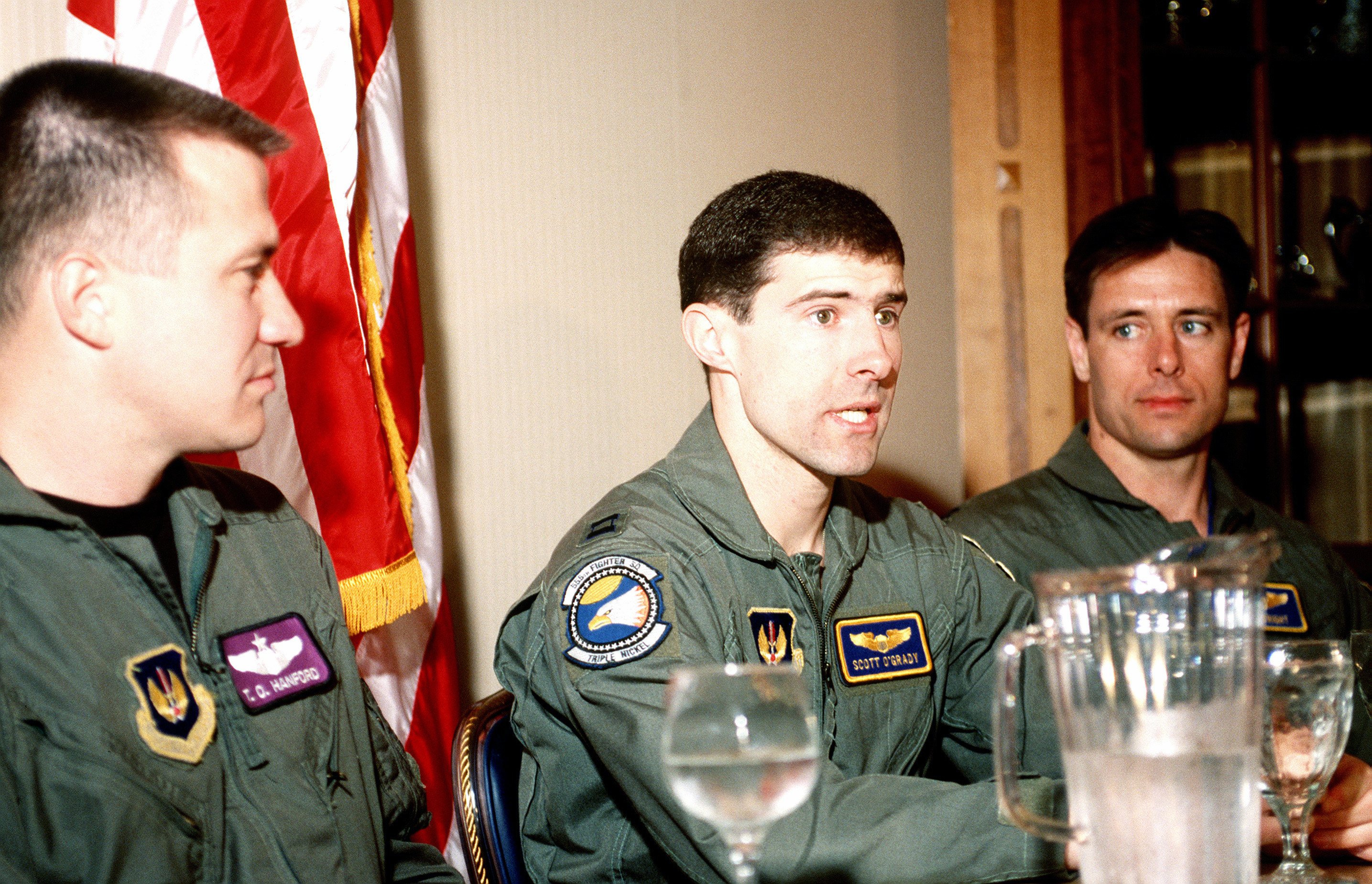
Los capitanes T.O. Hantford, Scott O'Grady, y Bob Wright en una conferencia de prensa tras el rescate de O'Grady.

Tras la captura de esos 377 rehenes, la OTAN detuvo su campaña de ataques aéreos, aunque continuó patrullando regularmente el área restringida. El 2 de junio de 1995, el capitán Scott O'Grady de la USAF fue enviado en una misión de rutina de patrulla de la zona de exclusión aérea a bordo de un F-16. Durante su misión, el capitán fue atacado y derribado por un misil antiaéreo serbio SA-6. O´Grady se eyectó de la nave, pero aterrizó en territorio serbio y fue capturado. Muchos oficiales estadounidenses opinaron que el capitán fue objeto de un ataque selectivo preparado para tomar prisionero a un rehén estadounidense.
El derribo de O'Grady disparó la tensión entre la OTAN y los serbobosnios. Parte del alto mando estadounidense reclamaba ataques en represalia del secuestro, aunque los serbios tenían un buen número de rehenes capturados tras el bombardeo de Pale. La OTAN veía sus posibilidades de acción muy limitadas por el riesgo que corrían los soldados del UNPROFOR prisioneros. Como gesto de buena voluntad, en un intento de rebajar las tensiones surgidas inmediatamente tras el derribo del F-16, los serbios liberaron a 121 de sus prisioneros. Sin embargo, la situación siguió siendo explosiva durante los seis días siguientes, hasta que O'Grady fue rescatado el 8 de junio, terminando así con la presión del núcleo duro de militares partidarios de una intervención más resolutiva. Poco después, los serbios liberaron al resto de sus prisioneros. A resultas del incidente, la OTAN estableció que todas las salidas posteriores irían escoltadas por cazabombarderos preparados para neutralizar posibles sistemas de defensa antiaérea.

### Srebrenica
El 6 de junio -un mes después del incidente O'Grady- el ejército serbobosnio comenzó un ataque sobre Srebrenica, área controlada por soldados de la coalición. El comandante del batallón holandés Dutchbat encargado de pacificación de la zona, Thomas Karremans, solicitó cobertura aérea y reclamó una reacción de la ONU, pero su petición fue desoída dado que los serbobosnios no estaban utilizando armas pesadas, y porque se temía una nueva crisis de rehenes. El 10 de julio, según se iban intensificando los ataques, los soldados holandeses volvieron a pedir apoyo aéreo de la OTAN, pero debido al enrevesado sistema de autorización ya descrito, los aviones de la OTAN permanecieron en tierra hasta el día siguiente.
El 11 de julio, la OTAN organizó una misión de gran envergadura, en la que participarían 60 aeronaves.[cita requerida] A las 14:30, la primera ola del ataque -dos F-16 holandeses- destruyeron dos tanques serbios situados en las afueras de la ciudad. Otros dos F-16 de la USAF fueron enviados para atacar una pieza de artillería, mas no lograron localizar su objetivo. Poco después, los serbios tomaron a algunos soldados holandeses como rehenes y amenazaron con asesinarlos si no se detenían los ataques. Karremans transmitió un informe de situación a su gobierno, y el Ministro de Defensa Joris Voorhoeve telefoneó inmediatamente al centro de operaciones de la OTAN para ordenar el cese de los ataques.
Al anochecer, Srebrenica había caído en manos serbias, y se desató una brutal campaña de limpieza étnica que dejó casi 8.000 muertos. Al conocerse la magnitud de la tragedia, muchos culparon a la OTAN de no haber utilizado eficazmente su poderosa fuerza aérea. Así, David Rhode, un periodista, denunció que «si el apoyo aéreo de la OTAN se hubiese utilizado antes...los 7.709 desaparecidos podrían seguir vivos a día de hoy». La sensación de que la OTAN podía haber impedido miles de muertes mediante una acción más contundente allanó el camino para la Operación Deliberate Force y, con ella, para el fin de la guerra.

### La conferencia de Londres
Tras la matanza de Srebrenica, 16 naciones reunidas en la Conferencia de Londres (convocada el 21 de julio de 1995) valoraron la posibilidad de cambiar la estrategia empleada en Bosnia. Como resultado de la conferencia, el Secretario General de las Naciones Unidas Boutros Boutros-Ghali concedió al general Bernard Javier -comandante militar de las Naciones Unidas el mando y la autoridad para realizar ataques aéreos sin tener que consultarlo con cargos "civiles" de la organización. El Consejo Atlántico Norte -cuerpo político de la OTAN- y la misma ONU aceptaron la nueva política de estrategia aérea para asegurar también otras zonas del país. Todos los participantes en la conferencia estuvieron de acuerdo en admitir el uso contundente de fuerza aérea en caso de eventuales agresiones serbias.

## OperaciónDeliberate Force

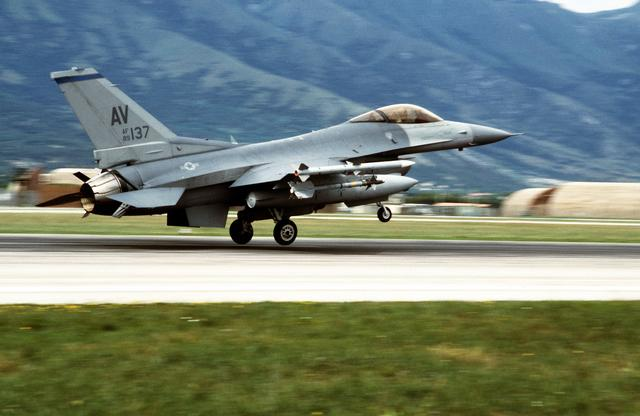
Un F-16 de la EUA aterriza tras una misión de Deliberate Force.

El 28 de agosto de 1995 las fuerzas serbias lanzaron un ataque con morteros sobre el mercado de Markale, causando 37 muertos. El almirante Leighton W. Smith, comandante de la OTAN, reclamó ataques aéreos en represalia por el ataque realizado sobre la población civil, dentro del marco establecido por los planes de Deliberate Force. El 30 de agosto de 1995 la OTAN inició oficialmente la nueva operación, efectuando bombardeos a gran escala sobre objetivos serbios. Estas acciones rebasaban los límites "defensivos" marcados para Deny Flight, aunque en teoría esta operación seguía vigente, regulando el tráfico sobre las zonas de exclusión aérea de Bosnia.
Hasta el 20 de septiembre de 1995, cuando terminó Deliberate Force, el papel desempeñado por Deny Flight se fue reduciendo poco a poco. Tras la suspensión de Deliberate Force, sin embargo, la antigua misión recobró parte de su protagonismo. El 4 de octubre de 1995 aviones enmarcados en esta misión "defensiva" lanzaron misiles HARM sobre posiciones serbias, tras haber sido su objetivo. El 8 de octubre, la ONU solicitó apoyo aéreo sobre Tuzla. Debido a las malas condiciones atmosféricas, los aviones de la OTAN fueron incapaces de encontrar sus objetivos. Al día siguiente se realizó la última misión de combate de Deny Flight, que logró destruir un centro de control serbio y un bunker.

## Clausura deDeny Flight

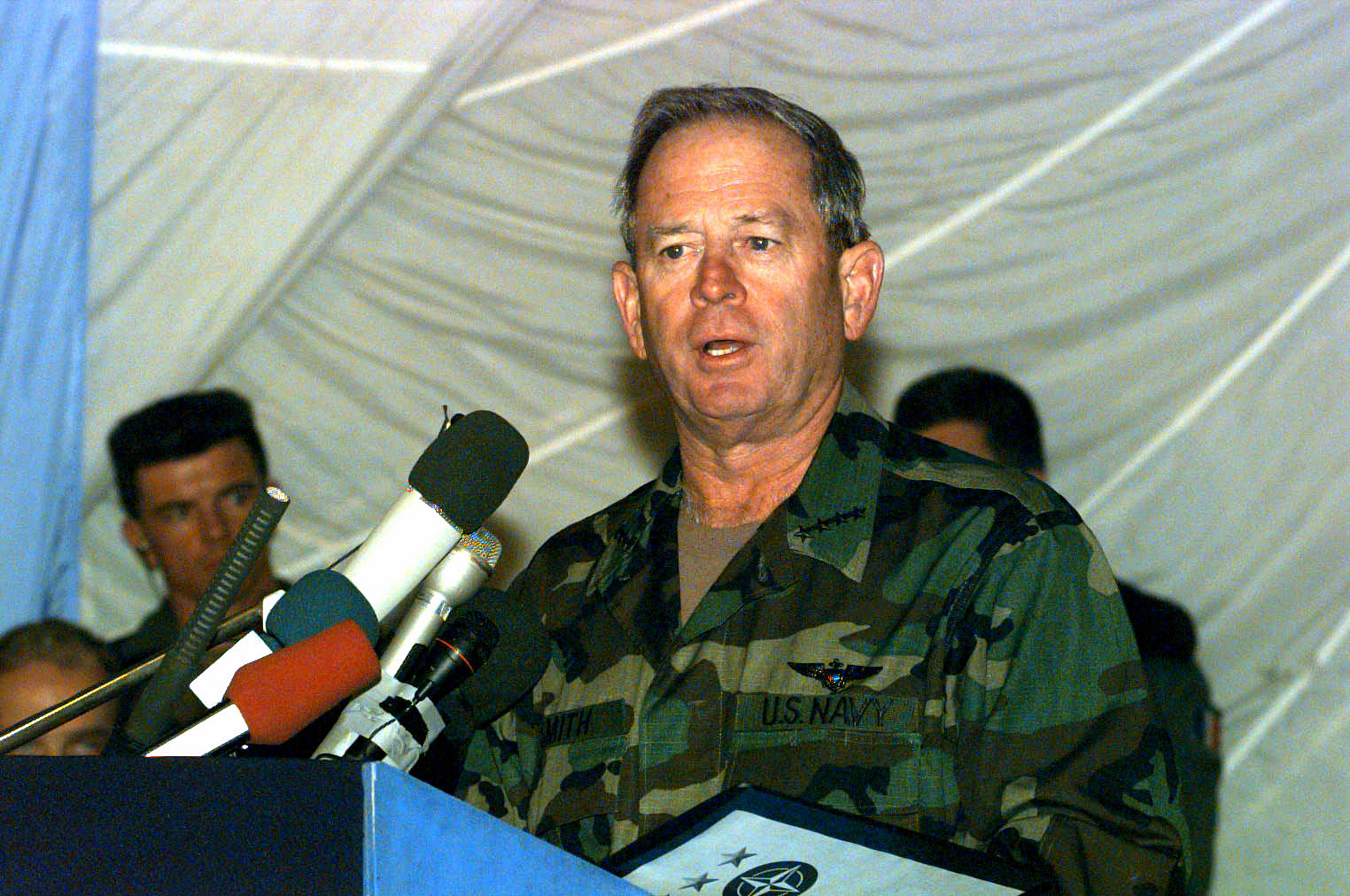
El almirante Leighton Smith en la ceremonia de transferencia de autoridad al IFOR.

Tras la adopción de los Acuerdos de Dayton -que significaban la paz en Bosnia- Deny Flight ya no era necesaria. El 15 de diciembre de 1995 el Consejo de Seguridad de las Naciones Unidas canceló las resoluciones que habían sido propuestas para perfeccionar la operación, y el 16 de diciembre el Consejo Atlántico Norte acordó la conclusión de la operación Deny Flight, con fecha efectiva el 20 de diciembre. Al día siguiente, la OTAN organizó una ceremonia formal de clausura en Vicenza, Italia. Buena parte de las fuerzas asignadas a Deny Flight fueron transferidas a la Operación Decisive Endeavour, como fuerzas de apoyo a las nuevas tropas de pacificación del IFOR en Bosnia.

## Estructura de fuerzas
Durante el transcurso de la operación, Deny Flight fue dirigida por la AFSOUTH (Fuerzas Aliadas del Sur de Europa) con sede en Nápoles, y liderada por el comandante en jefe Joseph W. Ashy. Al principio de la operación, el almirante Jeremy Boorda actuó como oficial al mando, pero fue reemplazado por el almirante Leighton Smith en 1994. Smith y Boorda delegaron gradualmente el mando en Ashy (hasta 1994) y posteriormente en el también teniente general Michael Ryan. Del mismo modo, y aunque la AIRSOUTH tenía nominalmente el mando en el día a día, la «asignación de misiones y el control operativo» fueron transferidos al comandante de la 5ATAF (5ª Fuerza Aérea Táctica Aliada), dirigida inicialmente por el teniente general Antonio Rosetti, y después por el teniente general Andrea Fornaserio, miembros de la Fuerza Aérea Italiana.
Para simplificar la cadena de mando y agilizar la coordinación del contingente desplegado, la OTAN estableció un Centro Combinado de Operaciones Aéreas (CAOC) en Vicenza (Italia), que ostentaba el control cotidiano de Deny Flight y actuaba en representación ejecutiva de la 5ATAF. Cada escuadrón participante en la misión envió a un oficial de confianza al CAOC para asegurar una óptima coordinación. El primer director del CAOC fue el teniente general James Chambers de la USAF, sustituido en noviembre de 1994 por el mayor general Hal Hornburg. En la práctica, la mayoría de decisiones a nivel táctico relativas a Deny Flight eran competencia del director del CAOC, que tenía la autoridad de ordenar ataques sobre los infractores de la restricción aérea local.
Doce países de la OTAN proveyeron las fuerzas activas en Deny Flight. Fueron Bélgica, Canadá, Dinamarca, Francia, Alemania, Italia, los Países Bajos, Noruega, España, el Reino Unido y los Estados Unidos. La suma de sus fuerzas reunió un contingente de 4.500 hombres distribuidos en bases en cinco países: Francia, Alemania, Grecia, Italia y el Reino Unido, y en algunos portaviones desplazados al Adriático. Ocho de los países integrantes de la coalición aportaron un total de 239 aviones, de los cuales casi la mitad (108) venían de los Estados Unidos. Dentro del operativo estadounidense fueron la Armada y los cuerpos de Marines quienes contaron con mayor presencia en Deny Flight, efectuando un 70% del total de las salidas realizadas. 
Las aeronaves estadounidenses también ejecutaron la mayor parte de los ataques durante el conflicto: de las 1.150 bombas arrojadas por la OTAN, un 88% fueron lanzadas desde aviones de los EE. UU..

## Impacto y relevancia
La operación Deny Flight se prolongó durante 983 días y sumó un total de 100.420 salidas movilizando un conjunto de 4.500 personas y 12 países adscritos a la OTAN. Significó una nueva experiencia para la coalición, como el primer combate aéreo de aviones de la OTAN -el incidente de Banja Luka- y puso a prueba su capacidad de maniobra en situaciones de conflicto. En definitiva, Deny Flight supuso "un acto momentáneo, o cuando menos simbólico, de que la alianza asumía misiones de combate de carácter no estrictamente defensivo, y su voluntad de intervención fuera de su área." Más allá de este valor simbólico, Deny Flight tuvo también importantes consecuencias para la política militar de la OTAN, las relaciones internacionales y la guerra de Bosnia.

### Efectos en la política militar

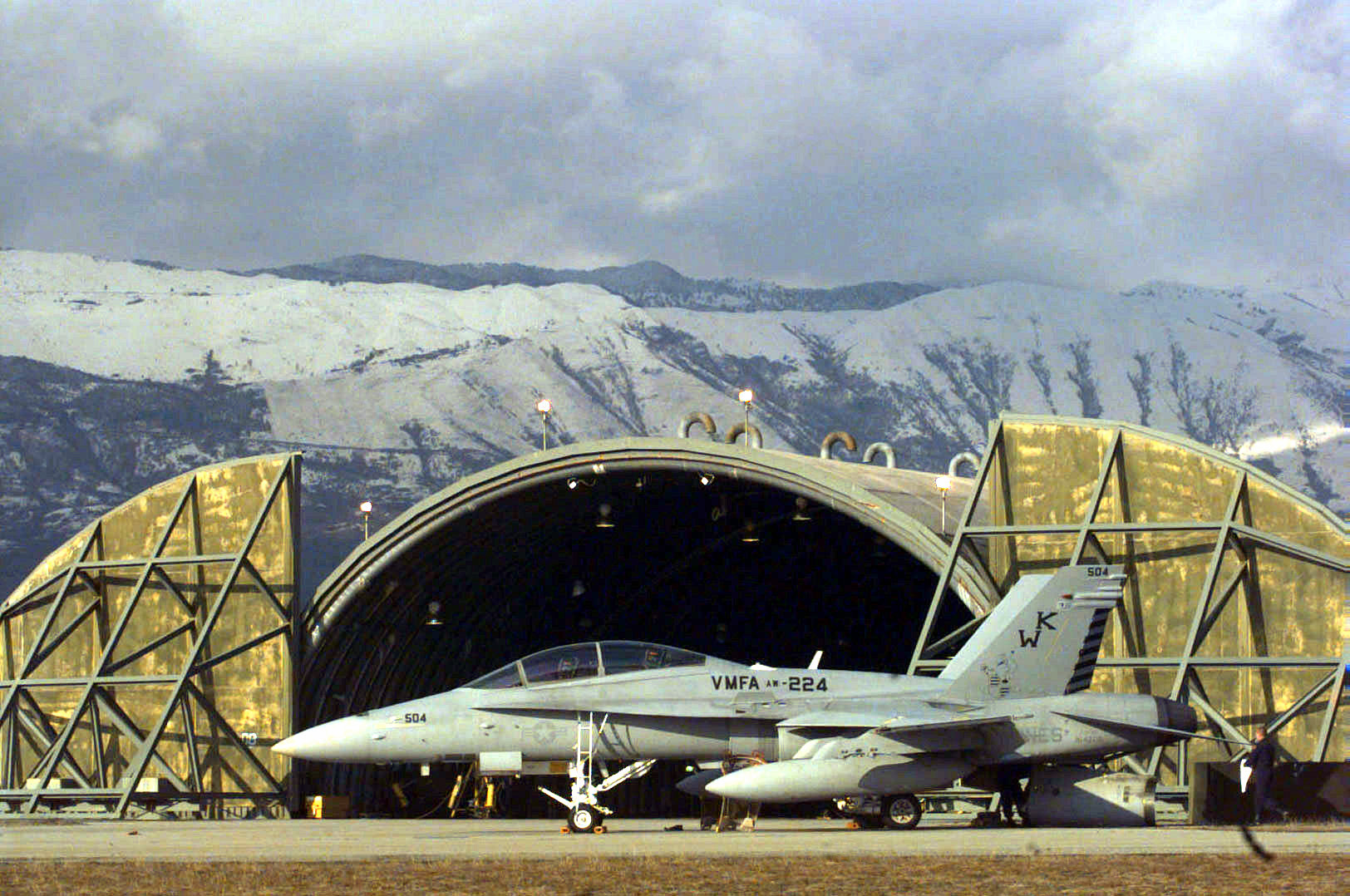
Un F/A-18 de la unidad aérea de los marines se prepara para una misión en Bosnia, en diciembre de 1995.

Como una prueba de la capacidad de combate de las fuerzas aéreas de la OTAN, Deny Flight supuso una importante lección militar para sus organizadores. Igualmente, la operación puso a prueba la efectividad de tácticas y tecnologías, y aportó una valiosa experiencia para el desarrollo de nuevas tecnologías. El F/A-18 D Hornet se descubrió como una «poderosa plataforma de combate multifunción» para las fuerzas de marines desplazados al área del conflicto. Deny Flight fue también una experiencia influyente en el desarrollo de misiles guiados, ya que más del 70% de las bombas utilizadas durante la misión eran de este tipo, frente al 8% que representaron en la Guerra del Golfo. Para la Royal Navy, Deny Flight significó una revalorización del Sea Harrier y un buen número de mejoras sobre su diseño. En particular, destacaron la adición de la Paveway II -una bomba guiada por láser- que supuso un aumento de su precisión ofensiva; también se instalaron nuevos sistemas electrónicos a bordo de la nave, adaptándola a las necesidades del combate. La RAF también extrajo su lección de Bosnia, y desde entonces incluiría al Harrier GR7 en la dotación de sus portaaviones, para aumentar la proyección ofensiva de sus fuerzas.
Los cuatro aviones de la OTAN derribados durante la operación hicieron necesaria una reforma de las medidas defensivas adoptadas por el grueso de las fuerzas estacionadas en Bosnia, y espolearon el interés por la tecnología stealth. Deny Flight también impuso una nueva política de comunicación e integración entre las diferentes fuerzas movilizadas, y favoreció el intercambio de personal entre la ONU y la OTAN. Finalmente, las reglas de combate establecidas durante Deny Flight también tuvieron un papel muy importante en la adopción de tácticas en las futuras operaciones de la OTAN, como la Operación Joint Endeavour o algunas misiones realizadas en Afganistán.

### Efecto sobre las relaciones transatlánticas
La operación Deny Flight, al igual que otras operaciones desarrolladas por la OTAN durante la guerra de Bosnia, significó también momentos de tensión en el seno de la OTAN y tuvo su impacto sobre las relaciones entre Europa y los Estados Unidos. Deny Flight y otras operaciones anteriores «forzaron a los aliados a considerar la responsabilidad militar de la OTAN en territorios situados fuera de su perímetro defensivo tradicional, y mostró la profunda división" existente en cuestiones de esta índole». Los desacuerdos sobre la estrategia a adoptar entre estadounidenses y europeos también «hicieron las relaciones diplomáticas dentro de la alianza aún más complicadas» durante toda la campaña. Muchos de estos problemas se debían a la preocupación de los países europeos que tenían tropas en el UNPROFOR, constantemente presionados por la toma de rehenes. El hecho de que EE. UU. contase con presencia aérea pero no con tropas de tierra sólo acentuó el problema.
Deny Flight también supuso un nuevo paradigma para las relaciones entre la ONU y la OTAN. Durante la operación, la OTAN denunció «la frustración de tener las alas cortadas por la autoridad paralela» que ejercía la ONU; los representantes las Naciones Unidas, por su parte, se quejaban del efecto que podía tener su autorización de misiones de ataque sobre la imagen de neutralidad que institucionalmente debían mantener. La frustración despertada en ambas partes por el acuerdo de "doble autorización" descartó ese procedimiento para el futuro. El almirante Leighton Smith, comandante de las fuerzas de la OTAN durante Deny Flight expresó este sentimiento con claridad, diciendo: «Nunca tengáis otro mando compartido». Las dificultades surgidas en las relaciones ONU-OTAN fueron un factor decisivo para la consolidación del "mando único" sobre las tropas desplegadas en Bosnia. El balance de las relaciones institucionales ONU-OTAN no fue del todo negativo: Durante la operación, se produjo el primer intercambio de personal entre ambas instituciones, y se asentaron las formas de una posible cooperación militar entre ambas fuerzas. Los errores de comunicación y coordinación surgidos durante Deny Flight también espolearon «la voluntad de entendimiento mutuo y buscar soluciones en común» entre las dos organizaciones. Con este espíritu nacería el IFOR, la primera de muchas colaboraciones entre la Organización de las Naciones Unidas y la Organización del Tratado del Atlántico Norte.

### Efectos sobre la guerra de Bosnia
Deny Flight tuvo un papel significativo en la resolución del conflicto de Bosnia, aunque su impacto aún es objeto de valoración entre los expertos. Aunque Richard Holbrooke, el enviado especial estadounidense a Bosnia, reconoció la Operación Deliberate Force como «un desarrollo histórico sobre las relaciones tras el fin de la guerra fría» y un paso crucial en el fin de la guerra de Bosnia, la influencia de Deny Flight se vio discretamente dejada a un lado. Es cierto que ninguno de los ataques realizados durante Deny Flight tuvieron la potencia de aquellos de Deliberate Force, y por tanto afectaron de manera más discreta al equilibrio de poder entre las fuerzas enfrentadas. Deny Flight, sin embargo, consideró un éxito «neutralizar la ventaja aérea de los serbios en cuanto a aviones de ala fija». También, y quizás precisamente por sus errores tácticos, Deny Flight puso los cimientos de la cooperación que haría posible Deliberate Force. Tal como expresó Robert E. Hunter, entonces embajador de los EE. UU. en la OTAN, fue con Deny Flight que se logró un consenso en cuanto al uso de la fuerza aérea y un activo despliegue aéreo sobre Bosnia.
Aunque el impacto material de Deny Flight fue muy reducido, tuvo un gran peso político. Desde el mismo inicio de la operación, «el objetivo implícito era demostrar la voluntad de ONU y OTAN de estabilizar la situación en Bosnia hasta que pudiera darse un acuerdo pacífico», en palabras de Michael Beale. Dado el gran número de violaciones del espacio aéreo por parte de helicópteros, y los frecuentes fallos de comunicación entre OTAN y ONU, es inexacto afirmar que la misión cumplió los objetivos que se habían marcado cuando fue creada. Sin embargo, algunos ataques aéreos realizados durante Deny Flight probaron «la firme determinación de proteger al personal de las Naciones Unidas», que resultaría ser, en definitiva, una de las claves de la paz de Dayton.

## Artículos
- Allin, Dana (2002). NATO's Balkan Interventions. Adelphi Paper 347. International Institute for Strategic Studies.
- Cohen, Roger (22 de noviembre de 1994). «NATO, Expanding Bosnia Role, Strikes a Serbian Base in Croatia». The New York Times.
- «Deny Flight shootdown may put USAF on the offensive». Jane's Defence Weekly. 24 de junio de 1995.
- «Flexing Joint Muscle: Mixed air groups aboard carriers». Jane's Navy International. December 1997.
- Gordon, Michael (11 de abril de 1994). «Conflict in the Balkans: NATO; Modest Air Operation in Bosnia Crosses a Major Political Frontier». The New York Times. Consultado el 17 de febrero de 2009.
- Gordon, Michael (5 de abril de 1994). «No 'Green Light' for Serb Attacks, Clinton Says». The New York Times. Consultado el 17 de febrero de 2009.
- Leurdijk, Dick (1997). «Before and after Dayton: The UN and NATO in the former Yugoslavia». Third World Quarterly.
- Owen, Robert (Summer 1997). «The Balkans Air Campaign Study: Part 1». Airpower Journal.
- «RAF Harriers could add teeth to RN carriers». Jane's Defense Weekly. 26 de junio de 1996.
- «Ratko Mladic's very personal war». BBC World Service. 26 de julio de 2008. Consultado el 8 de marzo de 2009.
- Safire, William (23 de noviembre de 1995). «Essay: Biting Bosnia's Bullet». The New York Times. Consultado el 16 de febrero de 2009.
- Simmons, Dean (May 1997). «Air operations over Bosnia». United States Naval Institute Proceedings.
- Slick, Anthony (May 1995). «Working the swing role into the 21st century--The F/A-18D». Marine Corps Gazette.
- Spence, Mike (October 2000). «Lessons for combined rules of engagement». United States Naval Institute. Proceedings.
- Starr, Barbara (14 de agosto de 1993). «Deny Flight forces poised for Bosnia strikes». Jane's Defence Weekly.
- Starr, Barbara (28 de enero de 1995). «The Jane's Interview». Jane's Defence Weekly.
- Wallander, Celeste (Autumn 2000). «Institutional Assets and Adaptability: NATO After the Cold War». International Organization.